# Mount Repose
Mount Repose – jednostka osadnicza w Stanach Zjednoczonych, w stanie Ohio, w hrabstwie Clermont.